# NXT TakeOver: Fatal 4-Way
NXT TakeOver: Fatal 4-Way foi o segundo evento de transmissão ao vivo de luta profissional NXT TakeOver produzido pela WWE. Foi realizado exclusivamente para lutadores do território de desenvolvimento da promoção, NXT. O evento foi ao ar exclusivamente na WWE Network e aconteceu em 11 de setembro de 2014, na base do NXT, a Universidade Full Sail em Winter Park, Flórida. Foi também o segundo evento da promoção a levar o nome Fatal 4-Way, o primeiro dos quais foi o pay-per-view homônimo da WWE em junho de 2010.
O evento consistiu em seis partidas. No evento principal, Adrian Neville derrotou Sami Zayn, Tyler Breeze e Tyson Kidd na homônima luta fatal four-way para reter o Campeonato do NXT. Também no show, Charlotte derrotou Bayley para reter o Campeonato Feminino do NXT, e The Lucha Dragons (Kailsto e Sin Cara) ganharam o Campeonato de Duplas do NXT de The Ascension (Konnor e Viktor). O lutador japonês Hideo Itami também fez sua estreia no NXT no show.

## Produção

### Introdução
Em fevereiro de 2014, a WWE realizou um evento intitulado TakeOver para sua marca NXT, que na época era um território de desenvolvimento para a promoção. O evento foi ao ar exclusivamente na WWE Network. O próximo evento NXT da WWE para a WWE Network foi intitulado NXT TakeOver: Fatal 4-Way. Com o anúncio deste segundo evento TakeOver, o nome "TakeOver" foi estabelecido como a marca usada pela WWE para todos os seus especiais ao vivo do NXT realizados na WWE Network. Fatal 4-Way estava programado para acontecer em 11 de setembro de 2014, na arena do NXT, a Universidade Full Sail em Winter Park, Flórida.
A WWE realizou anteriormente um pay-per-view (PPV) intitulado Fatal 4-Way em 2010 para suas marcas Raw e SmackDown. Foi um gimmick PPV, com várias partidas disputadas como lutas fatal four-way. Este evento de 2010 foi o único PPV da WWE a levar o nome Fatal 4-Way, após o qual a promoção reviveu o nome para este segundo evento NXT TakeOver. Como o evento de 2010, TakeOver: Fatal 4-Way também foi um show de gimmick, já que o evento principal foi disputado como a partida titular.

### Rivalidades
O card continha seis partidas. As lutas resultaram de enredos roteirizados, onde os lutadores retratavam heróis, vilões ou personagens menos distinguíveis que construíam tensão e culminavam em uma luta livre ou uma série de lutas. Os resultados foram predeterminados pelos escritores da WWE na marca NXT, enquanto as histórias foram produzidas em seu programa de televisão semanal, NXT.
Em 27 de fevereiro de 2014, Adrian Neville derrotou Bo Dallas para ganhar o Campeonato do NXT no Arrival. No episódio de 8 de maio do NXT, uma batalha real de 20 homens com o vencedor enfrentando Neville pelo Campeonato do NXT terminou em um empate a três entre Sami Zayn, Tyson Kidd e Tyler Breeze. Na semana seguinte, Kidd venceu uma luta Triple Threat entre os três para ganhar uma luta pelo título. no primeiro TakeOver, que ele perdeu. Naquela mesma noite, Tyler Breeze enganou seu caminho para a vitória sobre Sami Zayn para ganhar uma luta pelo título. Depois disso, Neville, Zayn, Breeze e Kidd se envolveram em uma rivalidade 4-way, levando a uma luta fatal 4-way pelo título no evento.